# Список политических партий Нагорно-Карабахской Республики
В этой статье перечислены партии, действовавшие в непризнанной Нагорно-Карабахской Республике (Республике Арцах).
Нагорно-Карабахская Республика имела многопартийную систему со множеством политическими партиями, в которой зачастую ни одна политическая партия не могла получить большинства мест, из-за чего партии были вынуждены формировать коалицию. На момент упразднения Нагорно-Карабахской Республики в 2023 году крупнейшей политической партией в парламенте являлась «Свободная Родина».

## Партии

### Партии, представленные в парламенте последнего созыва
31 марта 2020 года на всеобщих выборах в непризнанной НКР в Национальном собрании вошли следующие партии:
| Имя | Аббревиатура | Альянс                        | Депутаты: (2020-) |
| --- | ------------ | ----------------------------- | ----------------- |
| «Свободная Родина» Азат х’айреник' кусакцутюн Ազատ հայրենիք կուսակցություն                                             | ПСР ԱՀԿ      | Альянс Свободная Родина — ПГА | 16                |
| Партия Объединённого Гражданского Альянса Миацял к’ахакакан дашинк’ кусакцутюн Միացյալ քաղաքական դաշինք կուսակցություն | ПГА ՔՄԴ      | Альянс Свободная Родина — ПГА | 16                |
| Единая родина Миацял х’айреник кусакцутюн Միացյալ Հայրենիք Կուսակցություն                                              | ПЕР ՄՀԿ      | —                             | 9                 |
| Партия справедливости Ардарут’юн кусакцут’юн Արդարություն կուսակցություն                                               | ПС ԱԿ        | —                             | 3                 |
| Армянская Революционная Федерация (АРФ) Х’ай Йех’ап’охакан дашнакцут’юн Հայ Յեղափոխական դաշնակցություն                 | ՀՅԴ АРФ      | —                             | 3                 |
| Арцахская демократическая партия Арцахи жох’оврдаваракан кусакцутюн Արցախի Ժողովրդավարական կուսակցություն              | ԱԴԿ АДП      | —                             | 2                 |

### Партии, не прошедшие в парламент последнего созыва
Политические партии, которые в настоящее время не имеют мандата в Национальном собрании, представлены ниже.
| Имя:                             | Аббревиатура | % (2020) |
| -------------------------------- | ------------ | -------- |
| Наш дом — Армения                | НДА          | —        |
| Консервативная партия Арцаха     | АКП          | 2,93     |
| Коммунистическая партия Арцаха   | КПА          | 0,55     |
| Партия Поколение Независимости   | ППН          | 0,75     |
| Моральное возрождение            | ПМВ          | —        |
| Движение 88                      | —            | —        |
| Национальное возрождение         | ПНВ          | 2,96     |
| Новый Арцах Альянс               | НАА          | 4,60     |
| Партия социальной справедливости | ПСС          | —        |
| Партия «Мир и развитие»          | ПМиР         | —        |
| Партия «Единая Армения»          | ПЕА          | 1,26:    |